# وعاء صغير

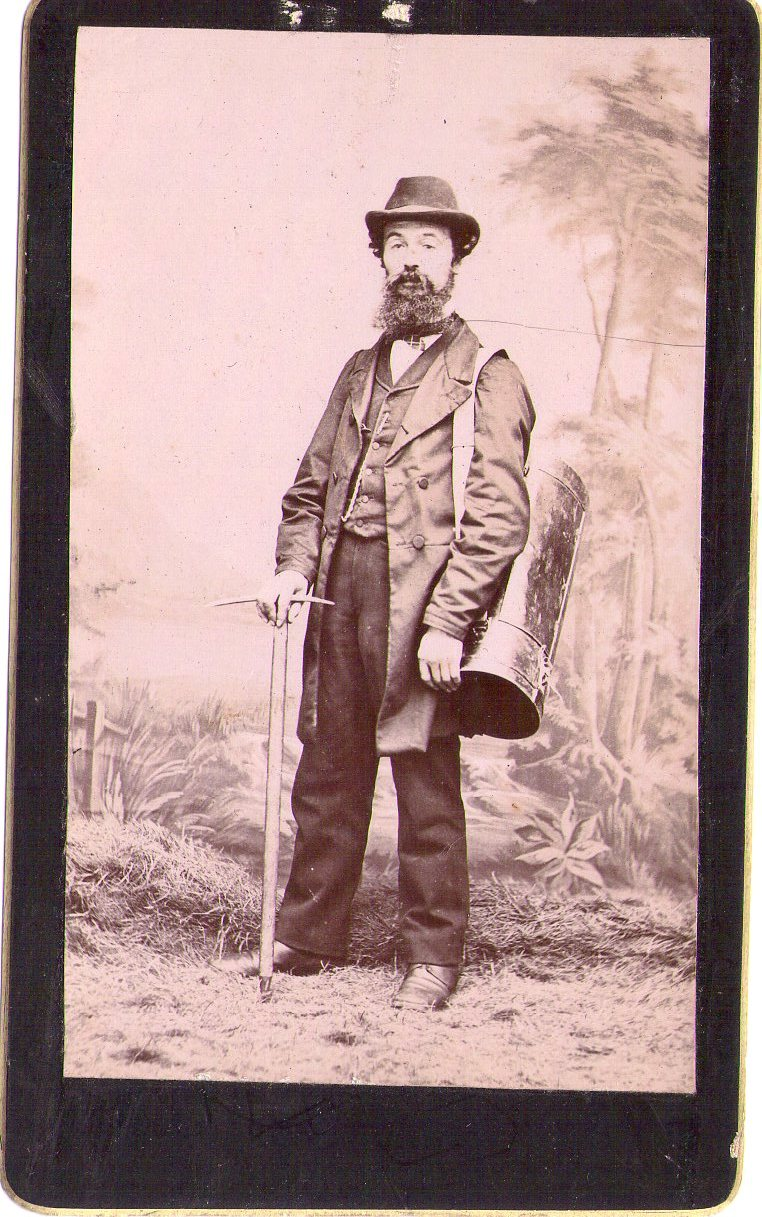

الوعاء الصغير هو حاوية يستخدمها علماء النبات في حفظ العينات الميدانية سليمة من خلال الحفاظ عليها باردة وفي بيئة رطبة. وعادةً ما تكون الأوعية الصغيرة عبارة عن أسطوانات مسطحة من القصدير تُحمل أفقيًاعلى حامل حتى تكون العينات مستوية ومتراصفة وبجوارها قطعة قماش مبللة.